# 12-я кавалерийская дивизия (формирования 1927)
12-я кавалерийская дивизия (формирования 1927) — это воинское соединение РККА 1925—1941.

## История дивизии
Дивизия была развернута на основании приказа войскам СКВО N 271/77 от 30 августа 1927 г. из 6 отдельной Алтайской кавбригады.
Приказом НКО N 061 от 21 апреля 1936 г. 12 территориальная кд была переименована в 12 Кубанскую территориальную казачью дивизию и включена в состав 4 казачьего кавкорпуса.
В 1938 г. переведена на штаты кадровой кавдивизии.
В 1941 г. обращена на формирование 26-го механизированного корпуса.
Входила в состав СКВО (1927—1940).

## Состав

### На 1935-37 гг
- Управление (Армавир)
- 54 кавалерийский полк (с 1936 г.), с 13.02.37 — 54 Кубанский казачий полк
- 67 кавалерийский Кавказский полк, с 13.02.37 — 67 Кубанский казачий Кавказский полк (ст. Кавказская)
- 69 кавалерийский Уманский Краснознаменный полк, с 13.02.37 — 69 Кубанский казачий Уманский Краснознаменный полк (ст. Ленинградская)
- 76 кавалерийский Краснознаменный полк имени Буденного — до 1936 г. (ст. Пролетарская)
- 88 кавалерийский Армавирский полк, с 13.02.37 — 88 Кубанский казачий Армавирский полк (Армавир)
- 12 механизированный полк (Майкоп)
- 12 конно-артиллерийский полк (Тихорецк)
- 12 отдельный саперный эскадрон (Армавир)
- 12 отдельный эскадрон связи (Армавир)

В 1936 г. 76-й кавалерийский полк передан на формирование 13-й кавалерийской дивизии.

### На 1940 г
- 30 кавалерийский полк
- 107 кавалерийский полк
- 141 кавалерийский полк
- 149 кавалерийский полк
- 19 танковый полк
- 1 конно-артиллерийский дивизион

К 25.10.40 г. имела:
3717 человек личного состава, в том числе — 548 начальствующего, 818 младшего начальствующего, 2351 рядового состава; 1791 лошадь, в том числе — 1282 строевых, 479 артиллерийских, 30 обозных; 194 автомашины, в том числе — 7 легковых, 97 грузовых, 90 специальных; 3 трактора; 2581 винтовку и карабин; 1185 револьверов и пистолетов; 135 ручных пулеметов; 64 станковых пулемета; 14 зенитных пулеметов; 16 45-мм пушек, 16 76-мм пушек обр.27г., 8 76-мм зенитных пушек, 8 76-мм пушек обр.02/30г., 8 122-мм гаубиц; 42 танка БТ; 13 бронеавтомобилей; 47 радиостанций.

## Командиры

### Начальники дивизии
- 10.1927 − 01.1929 — Горбачев, Борис Сергеевич
- 15.03.1930 − 1937 — Попов, Василий Степанович, комбриг (или 04.1931 — 1937)
- ? − 09.1938 — Белошниченко, Кузьма Романович/ полковник, комбриг
- 27.01.1939-03.1941 — Тимофеев, Григорий Тимофеевич, комбриг, генерал-майор